# Konrad Hesse

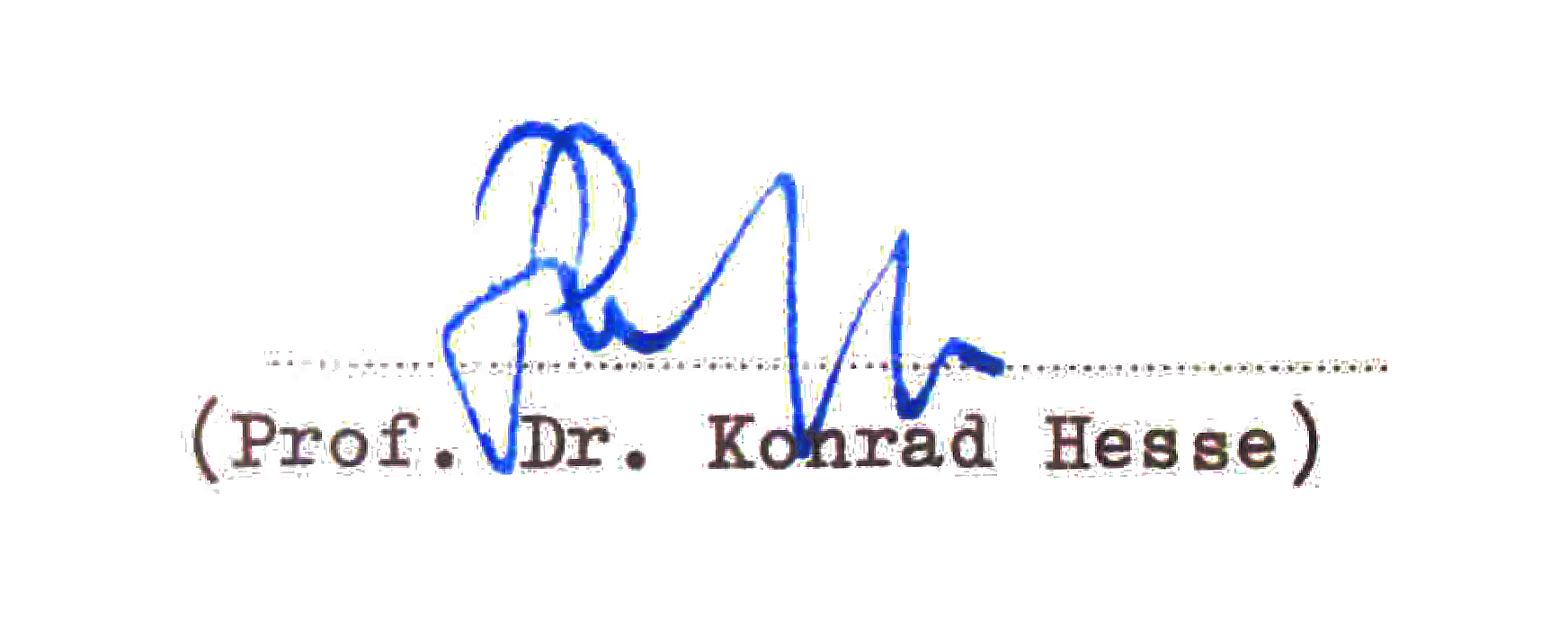
Unterschrift Konrad Hesse (Februar 1978)

Konrad Hesse (* 29. Januar 1919 in Königsberg, Ostpreußen; † 15. März 2005 in Merzhausen) war ein deutscher Rechtswissenschaftler und von 1975 bis 1987 Richter des Bundesverfassungsgerichts.

## Leben und Wirken
Konrad Hesse wuchs in Breslau auf. Er legte 1939 sein Abitur ab, woraufhin er unmittelbar zum Kriegs- und Arbeitsdienst eingezogen wurde. Dabei war er seit September 1944 Chef der 2. Sturmgeschütz-Kompanie der Panzerjäger-Abteilung 102 an der Ostfront. Nach Kriegsende nahm er sein juristisches Studium an der Universität Göttingen auf, wo er 1950 bei Rudolf Smend mit einer Arbeit zum Gleichheitssatz promoviert wurde. Anschließend arbeitete er von 1952 bis 1956 als Referent an Smends Kirchenrechtlichem Institut in Göttingen. 1955 habilitierte er sich in Göttingen mit der Arbeit Der Rechtsschutz durch staatliche Gerichte im kirchlichen Bereich; seine Venia umfasste Staats-, Verwaltungs- und Kirchenrecht. 1956 erhielt er ein Ordinariat für Öffentliches Recht an der Universität Freiburg im Breisgau, wo er bis zu seiner Emeritierung im Jahr 1987 lehrte.
Zu Hesses akademischen Schülern gehören Alexander Hollerbach, Peter Häberle, Hans-Peter Schneider, Friedrich Müller, Rudolf Steinberg und Friedhelm Hufen. Im Nebenamt wirkte er von 1961 bis 1975 als Richter am Verwaltungsgerichtshof Baden-Württemberg. Von 1968 bis 1976 war er darüber hinaus auch Vorsitzender des Schiedsgerichtshofs der Evangelischen Kirche in Deutschland. Sein 1967 erstmals veröffentlichtes Lehrbuch Grundzüge des Verfassungsrechts der Bundesrepublik Deutschland wurde zum Standardwerk und prägte Generationen von Juristen. Geehrt wurde Hesse durch die Verleihung der juristischen Ehrendoktorwürde 1983 in Zürich und 1989 in Würzburg.
Auf Vorschlag von SPD und FDP wurde Hesse 1975 vom Bundesrat in den Ersten Senat des Bundesverfassungsgerichts gewählt. Als Nachfolger Theodor Ritterspachs gehörte er dem Gericht vom 7. November 1975 bis zum 16. Juli 1987 an. Ihm folgten Dieter Grimm, Wolfgang Hoffmann-Riem und Johannes Masing. Hesses Dezernat im Gericht, das manchmal als das „Herz des Bundesverfassungsgerichts“ bezeichnet wird, umfasste u. a. Meinungs-, Presse- und Rundfunkfreiheit, Wirtschaftsrecht und Staatskirchenrecht. Als Berichterstatter prägte er eine Vielzahl grundlegender Entscheidungen seines Senates, darunter das Mitbestimmungsurteil 1979 (BVerfGE 50, 290), die Entscheidung im Fall Böll/Walden 1980 (BVerfGE 54, 208) und die Rundfunkurteile der Jahre 1981 und 1986 (BVerfGE 57, 295, BVerfGE 73, 118). Im Zusammenhang mit dem Volkszählungsurteil 1983 wirkte er an der Etablierung des in der Wissenschaft entwickelten (Wilhelm Steinmüller, Spiros Simitis, Adalbert Podlech) Rechts auf informationelle Selbstbestimmung maßgeblich mit. Auf Hesse geht die Auflösung von Grundrechtskollisionen durch Herstellung der sogenannten praktischen Konkordanz zurück.
Im Jahr 1964 wurde Hesse Mitherausgeber des Archivs des öffentlichen Rechts. Die Zeitschrift würdigte ihn 2019 mit Sonderbeiträge(n) anlässlich des 100-jährigen Geburtstages von Konrad Hesse, wobei u. a. seine Nachfolger im Bundesverfassungsgericht Dieter Grimm, Wolfgang Hoffmann-Riem und Johannes Masing Texte beisteuerten.
Seit 2003 war Hesse Mitglied der Bayerischen Akademie der Wissenschaften. Von 1971 bis 1973 war er Vorsitzender der Vereinigung der Deutschen Staatsrechtslehrer.

## Persönliches
Konrad Hesse war verheiratet, hatte zwei Kinder und zum Zeitpunkt seines Todes fünf Enkelkinder.  Im März 2005 verstarb er in Merzhausen im Alter von 86 Jahren.

## Werke (Auswahl)
Vollständiges Schriftenverzeichnis: Peter Häberle, Alexander Hollerbach (Hrsg.): Bibliographie Konrad Hesse. C. F. Müller, Heidelberg 1999.
- Der unitarische Bundesstaat, C. F. Müller, Karlsruhe 1962.
- Ausgewählte Schriften, hrsg. von Peter Häberle und Alexander Hollerbach, C. F. Müller, Heidelberg 1984, ISBN 3-8114-2084-4.
- Verfassungsrecht und Privatrecht, C. F. Müller, Heidelberg 1988, ISBN 3-8114-8588-1.
- Grundzüge des Verfassungsrechts der Bundesrepublik Deutschland, 20. Auflage, C. F. Müller, Heidelberg 1995 (Neudruck 1999), ISBN 3-8114-7499-5.